# Temple (singolo)
Temple è un singolo del gruppo musicale australiano Tonight Alive, il primo estratto dal loro quarto album in studio Underworld, pubblicato il 16 ottobre 2017 dalla UNFD e dalla Hopeless Records.

## La canzone
Il brano è stato scritto, secondo Jenna McDougall, in un periodo in cui la cantante ha sofferto di depressione e spossatezza ed era «malata nella mente, nel corpo e nell'anima».

## Video ufficiale
Il video ufficiale del brano è stato diretto da Neal Walters. Nel video non compare il chitarrista Whakaio Taahi, uscito ufficialmente dalla band il giorno stesso della pubblicazione del singolo.

## Tracce
1. Temple – 3:29

## Formazione
- Jenna McDougall – voce
- Whakaio Taahi – chitarra solista, tastiera
- Jake Hardy – chitarra ritmica
- Cam Adler – basso
- Matt Best – batteria, percussioni